# Vòng loại Giải vô địch bóng đá thế giới 1998 – Khu vực châu Đại Dương
Dưới đây là các ngày thi đấu và kết quả của vòng loại Giải vô địch bóng đá thế giới 1998 khu vực châu Đại Dương (OFC). Để xem tổng quan về các vòng loại, hãy tham khảo bài viết Vòng loại Giải vô địch bóng đá thế giới 1998.
Tổng cộng có 10 đội tuyển tham gia tranh tài. Khu vực châu Đại Dương được phân bổ 0,5 suất (trong tổng số 32 suất) tham dự vòng chung kết.

## Thể thức thi đấu
Vòng loại gồm ba vòng đấu:
- Vòng 1: Bốn đội tuyển có thứ hạng cao nhất theo xếp hạng của FIFA là Úc, New Zealand, Fiji và Tahiti được miễn thi đấu vòng này và vào thẳng vòng 2. Sáu đội còn lại được chia thành hai bảng, mỗi bảng 3 đội, bao gồm bảng Melanesia và bảng Polynesia, dựa trên vị trí địa lý. Các đội thi đấu vòng tròn một lượt. Đội nhất bảng Melanesia sẽ giành quyền vào vòng 2. Đội nhì bảng Melanesia và đội nhất bảng Polynesia sẽ thi đấu trận play-off vòng 1 theo thể thức lượt đi - lượt về. Đội thắng sẽ vào vòng 2.

- Vòng 2: Sáu đội được chia thành hai bảng, mỗi bảng 3 đội. Các đội thi đấu vòng tròn hai lượt (sân nhà - sân khách). Đội nhất mỗi bảng giành quyền vào vòng cuối.

- Vòng cuối: Hai đội đầu bảng thi đấu với nhau theo thể thức lượt đi - lượt về. Đội thắng sẽ giành quyền vào trận play-off liên lục địa AFC–OFC.

## Vòng 1

### Bảng Melanesia
| VT | Đội              | ST | T | H | B | BT | BB | HS | Đ | Giành quyền tham dự |  |   |     |     |
| -- | ---------------- | -- | - | - | - | -- | -- | -- | - | ------------------- |  | - | --- | --- |
| 1  | Papua New Guinea | 2  | 1 | 1 | 0 | 3  | 2  | +1 | 4 | Vòng 2              |  | — | 1–1 | 2–1 |
| 2  | Quần đảo Solomon | 2  | 0 | 2 | 0 | 2  | 2  | 0  | 2 | Play-off            |  | — | —   | 1–1 |
| 3  | Vanuatu          | 2  | 0 | 1 | 1 | 2  | 3  | −1 | 1 |                     |  | — | —   | —   |

| Papua New Guinea | 1–1      | Quần đảo Solomon |
| ---------------- | -------- | ---------------- |
| Daniel 15'       | Chi tiết | Rukumana 71'     |

| Quần đảo Solomon | 1–1      | Vanuatu     |
| ---------------- | -------- | ----------- |
| Berry 16'        | Chi tiết | Naukoot 37' |

| Papua New Guinea        | 2–1      | Vanuatu  |
| ----------------------- | -------- | -------- |
| Furigi 88' · Karang 89' | Chi tiết | Garo 27' |

### Bảng Polynesia
| VT | Đội           | ST | T | H | B | BT | BB | HS | Đ | Giành quyền tham dự |   |   |     |     |
| -- | ------------- | -- | - | - | - | -- | -- | -- | - | ------------------- | - | - | --- | --- |
| 1  | Tonga         | 2  | 2 | 0 | 0 | 3  | 0  | +3 | 6 | Play-off            |   | — | 1–0 | 2–0 |
| 2  | Western Samoa | 2  | 1 | 0 | 1 | 2  | 2  | 0  | 3 |                     |   | — | —   | 2–1 |
| 3  | Quần đảo Cook | 2  | 0 | 0 | 2 | 1  | 4  | −3 | 0 |                     | — | — | —   |     |

| Tonga           | 2–0      | Quần đảo Cook |
| --------------- | -------- | ------------- |
| Moleni 20', 67' | Chi tiết |               |

| Western Samoa              | 2–1      | Quần đảo Cook |
| -------------------------- | -------- | ------------- |
| Tapunuu 10' · Palusami 20' | Chi tiết | Stenter 68'   |

| Tonga    | 1–0      | Western Samoa |
| -------- | -------- | ------------- |
| Vane 29' | Chi tiết |               |

### Play-off
| Đội 1 | TTS  | Đội 2            | Lượt đi | Lượt về |
| ----- | ---- | ---------------- | ------- | ------- |
| Tonga | 0–13 | Quần đảo Solomon | 0–4     | 0–9     |

| Tonga | 0–4      | Quần đảo Solomon                             |
| ----- | -------- | -------------------------------------------- |
|       | Chi tiết | Kiriau 34' · Seni 73' · Berry 85' · Peli 87' |

| Quần đảo Solomon                                                               | 9–0      | Tonga |
| ------------------------------------------------------------------------------ | -------- | ----- |
| Berry 3', 41', 57' · Rukumana 12' · Wabo 37' · Seni 61', 63', 74' · Kiriau 66' | Chi tiết |       |

Quần đảo Solomon thắng với tổng tỷ số 13–0 và giành quyền vào vòng hai.

## Vòng 2

### Bảng 1
| VT | Đội              | ST | T | H | B | BT | BB | HS  | Đ  | Giành quyền tham dự |     |     |      |     |
| -- | ---------------- | -- | - | - | - | -- | -- | --- | -- | ------------------- | --- | --- | ---- | --- |
| 1  | Úc               | 4  | 4 | 0 | 0 | 26 | 2  | +24 | 12 | Vòng cuối           |     | —   | 13–0 | 5–0 |
| 2  | Quần đảo Solomon | 4  | 1 | 1 | 2 | 7  | 21 | −14 | 4  |                     |     | 2–6 | —    | 4–1 |
| 3  | Tahiti           | 4  | 0 | 1 | 3 | 2  | 12 | −10 | 1  |                     | 0–2 | 1–1 | —    |     |

| Úc | 13–0     | Quần đảo Solomon |
| --- | -------- | ---------------- |
| Mori 2', 15', 36', 65', 80' · Aloisi 33', 53', 81', 86', 87' · Foster 68' · Tapai 78' · Bosnich 88' (ph.đ.) | Chi tiết |                  |

| Úc                                                        | 5–0      | Tahiti |
| --------------------------------------------------------- | -------- | ------ |
| Vidmar 14' · Trimboli 37', 42' · Arnold 47' · Bingley 66' | Chi tiết |        |

| Quần đảo Solomon                      | 4–1      | Tahiti       |
| ------------------------------------- | -------- | ------------ |
| Seni 37' · Berry 39', 80' · Toata 89' | Chi tiết | Ludivion 82' |

| Quần đảo Solomon    | 2–6      | Úc                                                                                 |
| ------------------- | -------- | ---------------------------------------------------------------------------------- |
| Peli 59' · Suri 65' | Chi tiết | Slater 15' · Arnold 17' · Kaierea 38' (l.n.) · Tapai 47', 51' · Vidmar 75' (ph.đ.) |

| Tahiti | 0–2      | Úc                      |
| ------ | -------- | ----------------------- |
|        | Chi tiết | Zelic 8' · Trimboli 86' |

| Tahiti       | 1–1      | Quần đảo Solomon |
| ------------ | -------- | ---------------- |
| Rousseau 38' | Chi tiết | Kwaomae 43'      |

### Bảng 2
| VT | Đội              | ST | T | H | B | BT | BB | HS  | Đ | Giành quyền tham dự |     |     |     |     |
| -- | ---------------- | -- | - | - | - | -- | -- | --- | - | ------------------- | --- | --- | --- | --- |
| 1  | New Zealand      | 4  | 3 | 0 | 1 | 13 | 1  | +12 | 9 | Vòng cuối           |     | —   | 5–0 | 7–0 |
| 2  | Fiji             | 4  | 2 | 0 | 2 | 4  | 7  | −3  | 6 |                     |     | 0–1 | —   | 3–1 |
| 3  | Papua New Guinea | 4  | 1 | 0 | 3 | 2  | 11 | −9  | 3 |                     | 1–0 | 0–1 | —   |     |

| Papua New Guinea | 1–0      | New Zealand |
| ---------------- | -------- | ----------- |
| Niakuam 80'      | Chi tiết |             |

| Fiji | 0–1      | New Zealand         |
| ---- | -------- | ------------------- |
|      | Chi tiết | Jackson 80' (ph.đ.) |

| New Zealand                                                       | 7–0      | Papua New Guinea |
| ----------------------------------------------------------------- | -------- | ---------------- |
| Coveny 10', 13', 67' · Rufer 22', 31' · Elliott 40' · Stevens 80' | Chi tiết |                  |

| Fiji                                  | 3–1      | Papua New Guinea |
| ------------------------------------- | -------- | ---------------- |
| Pita 22' · Masinisau 26' · Duguga 89' | (report) | Waiwai 68'       |

| New Zealand                                                 | 5–0      | Fiji |
| ----------------------------------------------------------- | -------- | ---- |
| Rufer 17', 77' · Coveny 63' · Viljoen 80' · van Steeden 85' | Chi tiết |      |

| Papua New Guinea | 0–1      | Fiji    |
| ---------------- | -------- | ------- |
|                  | (report) | Driu 1' |

## Vòng cuối
| Đội 1       | TTS | Đội 2 | Lượt đi | Lượt về |
| ----------- | --- | ----- | ------- | ------- |
| New Zealand | 0–5 | Úc    | 0–3     | 0–2     |

| New Zealand | 0–3      | Úc                                   |
| ----------- | -------- | ------------------------------------ |
|             | Chi tiết | Aloisi 18' · Vidmar 42' · Foster 67' |

| New Zealand | Australia |

| Úc                    | 2–0      | New Zealand |
| --------------------- | -------- | ----------- |
| Zelić 6' · Arnold 54' | Chi tiết |             |

| Úc | New Zealand |

Úc thắng với tổng tỷ số 5–0 và giành quyền tham dự trận play-off liên lục địa giữa AFC–OFC.

## Play-off liên lục địa
| Đội 1 | TTS | Đội 2 | Lượt đi | Lượt về |
| ----- | --- | ----- | ------- | ------- |
| Iran  | 3–3 | Úc    | 1–1     | 2–2     |

Iran thắng với tổng tỷ số 3–3 nhờ luật bàn thắng sân khách và giành quyền tham dự Giải vô địch bóng đá thế giới 1998.

## Cầu thủ ghi bàn
Đã có 85 bàn thắng ghi được trong 22 trận đấu, trung bình 3.86 bàn thắng mỗi trận đấu.
7 bàn thắng
- Noel Berry

6 bàn thắng
- John Aloisi

5 bàn thắng
- Damian Mori
- Robert Seni

4 bàn thắng
- Vaughan Coveny
- Wynton Rufer

3 bàn thắng
- Graham Arnold
- Ernie Tapai
- Paul Trimboli
- Aurelio Vidmar

2 bàn thắng
- Craig Foster
- Ned Zelic
- George Kiriau
- Augustine Peli
- Eddie Rukumana
- Timote Moleni

1 bàn thắng
- Mark Bosnich
- Matthew Bingley
- Robbie Slater
- Mani Stenter
- Solome Pita
- Esala Masinisau
- Liuai Duguga
- Alivate Driu
- Chris Jackson
- Simon Elliott
- Tim Stevens
- Riki van Steeden
- Nik Viljoen
- Richard Daniel
- Batman Furigi
- Roy Karang
- Francis Niakuam
- Wesley Waiwai
- Michael Junior Palusami
- T. Tapunuu
- Jeffrey Kwaomae
- Batram Suri
- Moses Toata
- Danny Wabo
- Jean Ludivion
- Jean-Loup Rousseau
- Tolutau Vane
- Reginal Garo
- Iau Tuan Naukoot

1 bàn phản lưới nhà
- Jimmy Kaierea (trong trận gặp Úc)